# Гомбори (Сагареджойский муниципалитет)
Гомбори (груз. გომბორი, азерб. Gömbər) — село в Грузии. Находится в Сагареджойском муниципалитете края Кахетия. Высота над уровнем моря составляет 1130 метров.

## Население
На 2014 год население составляло 681 человек.

### Национальный состав
По официальным данным на 2014 год, грузины составляли 50,5 %, азербайджанцы — 44,6 %, русские — 4,6 %.
Хотя официально почти половину населения села составляют азербайджанцы, на самом деле они являются представителями двух этнических групп татского происхождения: лайджи, говорящие на одном из диалектов татского языка и частично происходящие из села Лагич, но, впрочем, не идентифицирующие себя с татами, и азербайджаноязычные таты.